# Nym (mixnet)
Nym est un mixnet ou « réseau de mélange », un réseau informatique conçu pour assurer une protection élevée de la vie privée lors des communications en ligne. Il vise à anonymiser l'origine de sessions de navigation web, de messagerie ou encore de paiements. Il peut être vu comme un réseau privé virtuel (« VPN ») très sécurisé,, qui permet de masquer les métadonnées, de ses utilisateurs. Comparé aux réseaux anonymes Tor et I2P,, ce n'est néanmoins pas un « darknet » : il n'héberge pas de services cachés (comme les sites .onion de Tor ou les « eepsites » d'I2P).
Conçu dans le cadre de travaux de recherche académique, le mixnet Nym fonctionne grâce à un logiciel libre et open source, sous licence GPLv3, et est opéré de manière distribuée par des centaines de nœuds réseau indépendants, répartis dans le monde entier.
Un paquet de données transmis via le mixnet Nym est d’abord chiffré en couches, puis transite successivement par cinq nœuds (une passerelle d’entrée, trois « nœuds de mixage » et une passerelle de sortie vers internet). Chaque paquet subit également des délais aléatoires, est dissimulé parmi du trafic factice et envoyé selon un processus de Poisson. Ce processus complique la mise en œuvre d’attaques de type « time pattern » par des adversaires qui surveilleraient l’ensemble des communications en amont et en aval du réseau, permettant ainsi de dissocier les adresses IP source et destination.
L'accès et l'utilisation sont possibles via une application dédiée, ou par une intégration à l'aide d'un kit de développement logiciel.

## Historique
Le concept de mixnet ou « réseau de mélange » a été conçu par David Chaum en 1979 (puis publié en 1981). Si le mouvement cypherpunk a fait d'importantes contributions au concept dans les années 1990, les applications pratiques en sont restées relativement confidentielles, notamment sous la forme de « remailers ». Dans les années 2000, différents réseaux anonymes, dont le plus connu est Tor, se sont inspirés des principes des mixnets, sans en être une implémentation directe (routage en oignon).
Nym trouve son origine dans deux projets de recherche du programme Horizon 2020 de la Commission européenne, Panoramix (2015-2019), et NEXTLEAP (2016-2018),, qui ont permis des avancés notables sur le concept de mixnet. Les prémices de Nym ont lieu en 2017 :
- Harry Halpin[17], alors informaticien à l'INRIA et au MIT, et le cryptographe britannique Adam Back échangent[18] sur une implémentation contemporaine et commercialement viable des mixnets pour améliorer la confidentialité en ligne (via un réseau décentralisé et des identifiants anonymes) ;
- La cryptographe Ania Piotrowska et George Danezis de l'University College de Londres présentent l'achitecture « Loopix[19] », dont Nym est fortement inspiré, qui combine différents éléments techniques pré-existants pour améliorer les propriétés d'anonymisation du mixnet (utilisation de paquets « Sphinx » [20], trafic factice[21], délais de mixages exponentiels[22], topologie en couches, envoi des paquets selon un processus de Poisson).

Nym est amélioré par les professeurs George Danezis et Aggelos Kiayias (Université d'Édimbourg), ainsi que par les informaticiens Moxie Marlinspike et Trevor Perrin, co-créateurs du protocole Signal. Une première version « alpha » est présentée au 36C3 (36ème conférence « Chaos Communication Congress ») en décembre 2019. En février 2021, un livre blanc co-écrit par Harry Halpin, Claudia Diaz (KU Leuven) et Aggelos Kiayias détaille l'architecture technico-opérationnelle de Nym.
Des fondateurs de la startup Chainspace, acquise par Meta pour concevoir le projet Libra, ont également contribué au développement technique du mixnet,. À l'été 2021, la lanceuse d'alerte et ancienne analyste du renseignement dans l’armée américaine Chelsea Manning audite,,, Nym afin d'y détecter des vulnérabilités. En janvier 2022, elle rejoint ensuite l'équipe de développement en tant que consultante en sécurité et relations publiques,,. Nym est officiellement présenté le 14 avril 2022 depuis la Station F, en présence d'Edward Snowden, le lanceur d'alerte qui avait révélé les programmes de surveillance de masse américain et britannique en 2013.
En février 2025, le mixnet Nym est opéré par plusieurs centaines de nœuds indépendants répartis dans 75 pays, et son logiciel est en développement actif.

## Parties prenantes
L'architecture de Nym combine un réseau de mélange, comprenant trois rôles clés (les utilisateurs, les opérateurs de nœuds et les validateurs), et un modèle économique incitatif.
- Les utilisateurs transmettent leur paquets réseau via Nym pour bénéficier d’une confidentialité renforcée dans leurs échanges et activités en ligne ;
- Les opérateurs anonymisent le trafic par chiffrement, déchiffrement et mélange, et transmettent les paquets. Ils font fonctionner les nœuds du réseau (sous forme de passerelles d'entrée et de sortie vers Internet, et/ou de « nœuds de mixage »). Toute personne ou entité disposant de compétences en informatique peut télécharger le logiciel serveur Nym et devenir opérateur (à la manière de Tor). L'activité des opérateurs est contrôlée par un mécanisme de récompense et de réputation décentralisé, incitant à la stabilité et à la performance du réseau ;
- Les validateurs maintiennent une base de données distribuée qui stocke des informations publiques sur les nœuds actifs et les récompenses. Ils délivrent également les identifiants permettant aux utilisateurs l’accès au réseau de manière privée (via un mécanisme de preuve à divulgation nulle de connaissance).

Un jeton utilitaire a deux fonctions principales, il permet de :
- « Rémunérer » les opérateurs et validateurs pour la mise à disposition et le fonctionnement de leurs serveurs, assurant une adéquation de la taille du réseau aux besoins des utilisateurs ;
- Maintenir la qualité du réseau, au profit des performances et de l'anonymité du réseau :
  - En promouvant les opérateurs offrant la meilleure performance (fiabilité, vitesse, latence), via un système de réputation ;
  - En rendant difficile et coûteuse la prise de contrôle du réseau par une attaque Sybil.

## Architecture technique et fonctionnement

### Contrôle d'accès
L'accès initial à Nym est contrôlé par un mécanisme cryptographique de preuve à divulgation nulle de connaissance. L'utilisateur prouve son droit d'accès auprès de chaque nœud auquel il se connecte, sans révéler d'information sur son identité. Ceci améliore les propriétés de confidentialité du réseau.

### Architecture du réseau
L'architecture du mixnet Nym est organisée en 5 couches, fonctionnant grâce aux nœuds des opérateurs :
- Une première couche correspondant aux passerelles d'entrée du réseau, auxquelles les utilisateurs se connectent selon leurs préférences (par ex. réputation, performance, proximité géographique) ;
- Puis 3 couches de nœuds de mixage, architecture « stratifiée » permettant le meilleur compromis entre les propriétés de confidentialité, la résilience du réseau et le nombre de connexions à maintenir entre nœuds[35] ;
- Enfin, une couche de passerelles de sortie, connectées à Internet, également laissées au choix des utilisateurs.

La topologie des 3 couches de mixage est modifiée toutes les heures (« epoch ») pour améliorer la confidentialité du réseau. À chaque epoch :
- Un sous-ensemble de nœuds est sélectionné pour prendre part au mixage. Cette sélection repose sur un système de réputation, censé refléter la qualité de service ;
- Pour les nœuds sélectionnés, un processus aléatoire positionne les nœuds dans les 3 couches de mixage, évitant qu’un acteur malveillant puisse se positionner de manière à contrôler certaines parties du réseau.

### Fonctionnement détaillé
Le mixnet Nym intègre de multiples techniques pour protéger à la fois le contenu des communications, mais aussi leurs métadonnées, qui pourraient révéler,, des informations sur les utilisateurs. Ces mécanismes sont conçus pour limiter la surveillance, l’analyse, voire le déchiffrement du trafic à des fins d'espionnage, de contrôle ou d'exploitation commerciale, même pour un acteur global disposant d'importantes ressources (écoute de l'ensemble du réseau, capacités d'analyse statistique et de cryptanalyse, participation au réseau via des nœuds malveillants).
1. Uniformisation de la taille de paquets : chaque message transmis au mixnet est divisé en paquets de taille uniforme (de format « Sphinx[20] »), éliminant la possibilité d’une corrélation du trafic basée sur la longueur des messages transmis ;
2. Chiffrement en couche : de manière similaire au chiffrement en oignon de Tor, chaque paquet transmis est d'abord encapsulé sous 5 couches cryptographiques, chaque couche superficielle étant successivement déchiffrée par les nœuds par lesquels le paquet transite. Seul le nœud final connaît ainsi la destination finale du paquet à transmettre ;
3. Émission des paquets de manière aléatoire : les paquets sont émis par l'utilisateur selon un processus de Poisson, envoyés à des intervalles aléatoires (les émissions par les nœuds se font selon une loi exponentielle), et non dès qu'ils sont disponibles. Cela rend beaucoup plus difficile pour un attaquant d’établir un lien de corrélation entre l’envoi et la réception des messages ;
4. Injection de paquets factices : chaque utilisateur injecte des paquets sans contenu réel dans le réseau, empêchant ainsi un observateur d’identifier les moments où il transmet réellement des données. L’ajout de ce bruit artificiel complique les attaques d’analyse de trafic basées sur la corrélation des flux ;
5. Réarrangement temporel des paquets par les nœuds de mixage : selon le mode opératoire classique des réseaux de mélange (et donc non propre à Nym), chaque nœud de mixage réorganise les paquets qu’il reçoit avant de les transmettre à la couche suivante. Cette opération vise à briser le lien temporel entre l’entrée et la sortie des données, rendant difficile les analyses statistiques.

### Utilisation pratique
L’accès au mixnet de Nym s’effectue via des clients dédiés, tels NymVPN (depuis une interface graphique ou en ligne de commande), ou par le biais de kits de développement logiciel.
L'expérience utilisateur et les avantages sont similaires à ceux obtenus lors de l'utilisation de réseaux privés virtuels (« VPNs ») ou de Tor, notamment la dissimulation de l'adresse IP de l'utilisateur, et la possibilité de fausser sa localisation réelle. Nym dissimule également les métadonnées, activement exploitées dans le cadre de la surveillance de masse et de l'analyse du trafic.
En pratique, des tests indépendants menés en 2024-2025 par la presse informatique spécialisée,, ont mis en évidence une certaine lenteur du mixnet, limitant pour le moment son adéquation à tous les usages grand public.

## Cryptographie
La transmission de paquets dans le mixnet Nym repose sur des mécanismes cryptographiques modernes et open source. Le client établit un canal de communication sécurisé avec la passerelle d'entrée, puis chiffre chaque paquet cinq fois (pour la passerelle de sortie connectée à internet, les trois « nœuds de mixage » et enfin pour la passerelle d'entrée). Chaque nœud du réseau déchiffre la couche superficielle de chiffrement, avant de transmettre le paquet au nœud suivant.
Le client commence par créer un canal sécurisé avec la passerelle d'entrée, choisie par lui :
- La création du canal se fait via X25519, un échange de clés Diffie-Hellman basé sur les courbes elliptiques ;

- La connexion est vérifiée par une signature numérique utilisant Ed25519 ;

Puis le client chiffre les paquets en 5 couches successives (une par nœud du réseau à traverser) :
- Le chiffrement pour les 3 « nœuds de mixage » et la passerelle de sortie se fait grâce à des paquets dits « Sphinx[20] » :
  - Les en-têtes des paquets sont chiffrés avec un chiffrement par flux AES-CTR ;
  - Le contenu des paquets est chiffré par blocs avec le protocole Lioness Wide BlockCipher, basé sur ChaCha20 et BLAKE2b[45] ;
- Enfin, le chiffrement des paquets à transmettre à la passerelle d'entrée (soit la couche la plus superficielle) se fait grâce à AES-GCM 256 bits.

La feuille de route du mixnet Nym mentionne l'ajout de propriétés de résistance cryptographique post-quantique en 2025, et l'équipe a proposé une amélioration du format de paquet « Sphinx » vers un nouveau format dit « Outfox », plus léger.

## Recherche et développement
Issues de travaux de recherche, les technologies développées dans le cadre du mixnet Nym sont régulièrement présentées dans des conférences réputées telles que USENIX,,, NDSS,, ou PETS,,,,. Le développement de Nym se poursuit en partenariat avec des institutions telles que la KU Leuven (via l'équipe COSIC) et l’EPFL (via l'équipe SPRING), et attire l'attention de diverses autres équipes de recherche,,,.
Un comité scientifique composé de spécialistes en informatique, réseaux, cryptographie, blockchain et protection de la vie privée, ainsi que des consultants externes guident le développement du mixnet Nym : 
- L'informaticien Karthikeyan Bhargavan (ancien de l'INRIA), notamment impliqué[65] dans le développement du protocole de sécurisation des échanges TLS 1.3 et dans plusieurs autres programmes de standardisation de l'IETF, et co-récipiendaire du Prix Levchin en 2016[66] ;
- Le mathématicien, cryptologue et informaticien Daniel J. Bernstein (Université de l'Illinois à Chicago et Université de la Ruhr à Bochum), concepteur ou co-concepteur de nombreux programmes et algorithmes cryptographiques (tels que X25519, Ed25519, ChaCha20, qmail, SipHash, Streamlined NTRU Prime ou encore Classic McEliece, un KEM post-quantique basé sur le cryptosystème de McEliece[67]) ;
- L'informaticien George Danezis (University College de Londres, Alan Turing Institute) ;
- Le cryptographe et informaticien Aggelos Kiayias (Université d'Édimbourg), impliqué dans le développement de la blockchain Cardano et de son protocole de preuve d'enjeu Ouroboros, ainsi que dans le développement de systèmes de vote électronique, et co-récipiendaire de la Médaille Lovelace en 2024[68] ;
- L'informaticien Ben Laurie, membre fondateur de la Apache Software Foundation, membre d'OpenSSL et de FreeBSD, ancien de WikiLeaks et co-récipiendaire du Prix Levchin en 2024[66] ;
- Le cryptographe Bart Preneel (KU Leuven), spécialiste et co-concepteur de divers algorithmes et fonctions de hachage (tels que la construction de Miyaguchi-Preneel, RIPEMD, ou le générateur de nombres pseudo-aléatoires MUGI) et ancien président de l'IACR ;
- La professeur en sécurité informatique Carmela Troncoso (EPFL).

## Sécurité informatique
Le logiciel Nym, qui assure le fonctionnement du réseau, est libre, distribué sous la licence GPLv3. Son code source est disponible sur la plateforme collaborative GitHub, où il peut être consulté et audité par le public. Le logiciel a fait l'objet d'audits de sécurité par des experts et entreprises spécialisés tels que Jean-Philippe Aumasson (2021), Oak Security (2023), Cryspen (2023-2024) ou encore Cure53 (2024).
Néanmoins, le mixnet Nym ne bénéficie pas d'un programme de « bug bounty » (prime aux bogues) public.

## Utilisation
Une application officielle (NymVPN) disponible sur Android, iOS, Linux, macOS et Windows permet la protection de ses données et métadonnées via l'accès au mixnet depuis une interface graphique. Les utilisateurs avancés peuvent utiliser une interface en ligne de commande.
Plusieurs applications s'intègrent au mixnet Nym grâce au kit de développement logiciel développé par Nym Technologies :
- Pastenym[73], une alternative anonyme à Pastebin, permet l'hébergement et le partage de textes et d'images ;
- L'explorateur du réseau Nym de Nodes Guru[74] offre un annuaire répertoriant les éléments qui composent le réseau Nym, leurs paramètres opérationnels, leur statut et leur localisation ;
- Le framework réseau « libp2p[75] » utilisé par de nombreuses applications décentralisées[76] (telles qu'Ethereum ou IPFS) propose une intégration avec le mixnet Nym ;
- La cryptomonnaie privée Zcash est en cours d'intégration avec le mixnet Nym pour limiter les fuites de métadonnées[77] ;
- NymCHAT[78] est un client de messagerie permettant d'échanger des messages sécurisés et confidentiels via le mixnet.

Le mixnet Nym aurait également été utilisé par la société civile birmane pour communiquer de manière sécurisée lors des manifestations de 2021-2025 dans le pays.